# Dąbrówka Stara
Dąbrówka Stara (do 14 lutego 2002 Stara Dąbrówka) – wieś sołecka w Polsce położona w województwie mazowieckim, w powiecie grójeckim, w gminie Błędów.
W latach 1975–1998 miejscowość administracyjnie należała do województwa radomskiego. 15 lutego 2002 nastąpiła zmiana nazwy ze Stara Dąbrówka na Dąbrówka Stara.